# Yvon Bec
Yvon Myoken Bec (Párizs, 1949. április 9. –) Soto-Zen mester és a magyarországi Mokusho Zen Ház alapítója.

## Élete
Jogot és filozófiát tanult Párizsban és a Sorbonne-on szerzett diplomát Robert Misrahi tanítványaként.
Myoken mester harmincöt éve követi Taisen Deshimaru és Mokusho Zeisler mesterek tanítását, húsz éve tanít Magyarországon és Kelet-Európában. Magyarországon két templomot alapított. Kelet-Európa első zen temploma a pilisszentlászlói Hoboji, mely a sesshineknek (intenzív gyakorló időszakoknak) ad helyet. Budapesten, a Deshimaru mester bōdhisattva nevét viselő Taisenjiben egész évben lehetőség van a mindennapi gyakorlásra. Myoken mester alapította a Mokushozen-ji templomot Bukarestben, mely Mokusho Zeisler mester Dharma nevét viseli. Több dōjōt (gyakorlóhelyet) alapított Magyarországon, Romániában és Horvátországban. A Taisenji templomban ad mindennapi tanítást, és rendszeresen vezet sesshineket nemcsak a Hobojiban, hanem Bukarestben és Zágrábban is.
2002 őszén Budapesten került sor a formális Dharma-átadásra (Shiho) Stéphane Kosen Thibaut mestertől, aki Renpo Niwa zenji, a legnagyobb japán zen templom, az Eiheiji egykori apátjának Dharma-örököse.
Myoken mester gondosan ápolja a kapcsolatokat Európa több szellemi vezetőjével, többek között Zentatsu Baker roshival, Suzuki roshi örökösével, Fausto Taiten Guareschivel, az olaszországi Fudenji zen templom apátjával, Stéphane Kosen Thibaut és Barbara Kosen mesterekkel, Deshimaru mester legnagyobb élő tanítványaival, továbbá Lama Denys-vel, Kalu Rinpoche európai örökösével és Genpo roshival a nemzetközi Kanzeon Sangha vezetőjével. Tagja a René Girard nevével fémjelzett világméretű COV&R (Colloquium on Violence and Religion) szervezetnek.